# ExoMars Trace Gas Orbiter
O ExoMars Trace Gas Orbiter (TGO) é um projeto de colaboração entre a Agência Espacial Europeia (ESA) e a Agência Espacial Federal Russa (Roscosmos) que enviou um módulo de investigação da atmosfera e o Schiaparelli EDM, uma sonda de exploração, para Marte em 2016, como integrante do programa ExoMars, liderado pela ESA.
O Trace Gas Orbiter entregou o Schiaparelli e vai começar o mapeamento da atmosféra em 2017. O objetivo chave é ter uma melhor compreensão do metano (CH4) e outros traços de gases presentes na atmosfera Marciana, que pode ser a evidência possível de existência biológica ou actividade geológica.
O programa vai seguir com a Plataforma de Superfície ExoMars e o ExoMars rover em 2020, que vão procurar biomoléculas e bioassinaturas. O TGO também vai funcionar como um elo de comunicação entre os vários landers e rovers e o planeta Terra.